# 서연중학교 (서울)
서연중학교(西延中學校)는 대한민국 서울특별시 서대문구 연희동에 있는 공립 중학교이다.

## 학교 연혁
- 1984년 12월 8일 : 서연중학교 설립인가
- 1985년 3월 4일 : 개교(남자 10학급)
- 1988년 2월 12일 : 87학년도 제1회 졸업식(남 604명)
- 2019년 3월 1일 : 제11대 양승욱 교장 취임
- 2023년 2월 9일 : 제36회 졸업식 105명(남 55명, 여 50명)
- 2023년 3월 2일 : 제39회 입학식 104명(남 59명, 여 45명)

## 참고 자료
- 서연중학교 - 한국교육학술정보원 학교알리미